# Pugatschowo (Kaliningrad, Nesterow)
Pugatschowo (russisch Пугачёво, deutsch Groß Schwentischken und Klein Schwentischken, 1928–1938 Schwentischken, 1938–1945 Schanzenort) ist eine Siedlung in der russischen Oblast Kaliningrad. Sie gehört zur kommunalen Selbstverwaltungseinheit Stadtkreis Nesterow im Rajon Nesterow.

## Geographische Lage
Pugatschowo liegt im Norden der Rominter Heide im Ortsdreieck Kalinino (3 Kilometer, Mehlkehmen/Birkenmühle), Raduschnoje (9 Kilometer, Jagdhaus Rominten) und Tschistyje Prudy (6 Kilometer, Tollmigkehmen/Tollmingen) und zwei Kilometer nördlich des Marinowo osero (Gömbössee). Bis 1945 bestand Anschluss über die Station Schackummen (1938–1945 Eichkamp, russisch nach 1945 Jemeljanowka) an der Bahnstrecke Gumbinnen–Goldap.

## Geschichte
Am 24. Juni 1874 gehörten die Landgemeinden Groß und Klein Schwentischken zu den acht Gemeinden und Gutsbezirken, die den Amtsbezirk Schackummen (1938–1946 Eichkamp) bildeten.
Am 30. September 1928 wurden die Landgemeinden Groß und Klein Schwentischken (Andrejewka) sowie Teile der Gutsbezirke Nassawen, Forst (russisch: Lessistoje) und Warnen, Forst (Oserki) zur neuen Landgemeinde Schwentischken zusammengeschlossen. Am 3. Juni 1938 (offiziell bestätigt am 16. Juli 1938) wurde Schwentischken in „Schanzenort“ umbenannt.
Im Jahre 1939 erhielt der Amtsbezirk Schackummen die Umbenennung in „Amtsbezirk Eichkamp“. Schanzenort blieb bis 1945 diesem Amtsbezirk im Landkreis Stallupönen (1939–1945 Landkreis Ebenrode) im Regierungsbezirk Gumbinnen der preußischen Provinz Ostpreußen zugeordnet.
Infolge des Zweiten Weltkrieges kam Schwentischken/Schanzenort zur Sowjetunion. 1947 erhielten das ehemalige Groß Schwentischken den russischen Namen Pugatschowo und das ehemalige Klein Schwentischken den russischen Namen Andrejewka, wobei beide Orte dem Dorfsowjet Kalininski selski Sowet im Rajon Nesterow zugeordnet wurden. Vor 1975 wurde Andrejewka (wieder) an Pugatschowo angeschlossen. Von 2008 bis 2018 gehörte Pugatschowo zur Landgemeinde Tschistoprudnenskoje selskoe posselenije und seither zum Stadtkreis Nesterow.

### Einwohnerentwicklung
| Jahr | Einwohner | Bemerkungen                                        |
| ---- | --------- | -------------------------------------------------- |
| 1910 | 614       | Groß Schwentischken: 555, Klein Schwentischken: 59 |
| 1933 | 580       |                                                    |
| 1939 | 546       |                                                    |
| 2002 | 75        |                                                    |
| 2010 | 54        |                                                    |

## Kirche
Bis 1945 war die überwiegend evangelische Bevölkerung Schwentischkens bzw. Schanzenorts in das Kirchspiel Mehlkehmen (1938–1946 Birkenmühle, russisch: Kalinino) eingegliedert. Es gehörte zum Kirchenkreis Stallupönen (1938–1946 Ebenrode, russisch: Nesterow) in der Kirchenprovinz Ostpreußen der Kirche der Altpreußischen Union. Der letzte deutsche Geistliche war Pfarrer Peter von Freyhold. Hier lebende katholische Kirchenglieder gehörten zum Bistum Ermland.
Heute gibt es in Kalinino wieder eine evangelische Gemeinde, die sich in die Propstei Kaliningrad der Evangelisch-Lutherischen Kirche Europäisches Russland (ELKER) eingegliedert hat. Die zuständigen Geistlichen sind die der Salzburger Kirche in Gussew (Gumbinnen).

## Söhne und Töchter des Ortes
- Reinhold Liebe (* 24. Mai 1928 in Groß Schwentischken; † am 16. August 2021 in Süsel), deutscher Maler und Graphiker[8]